# سارکل

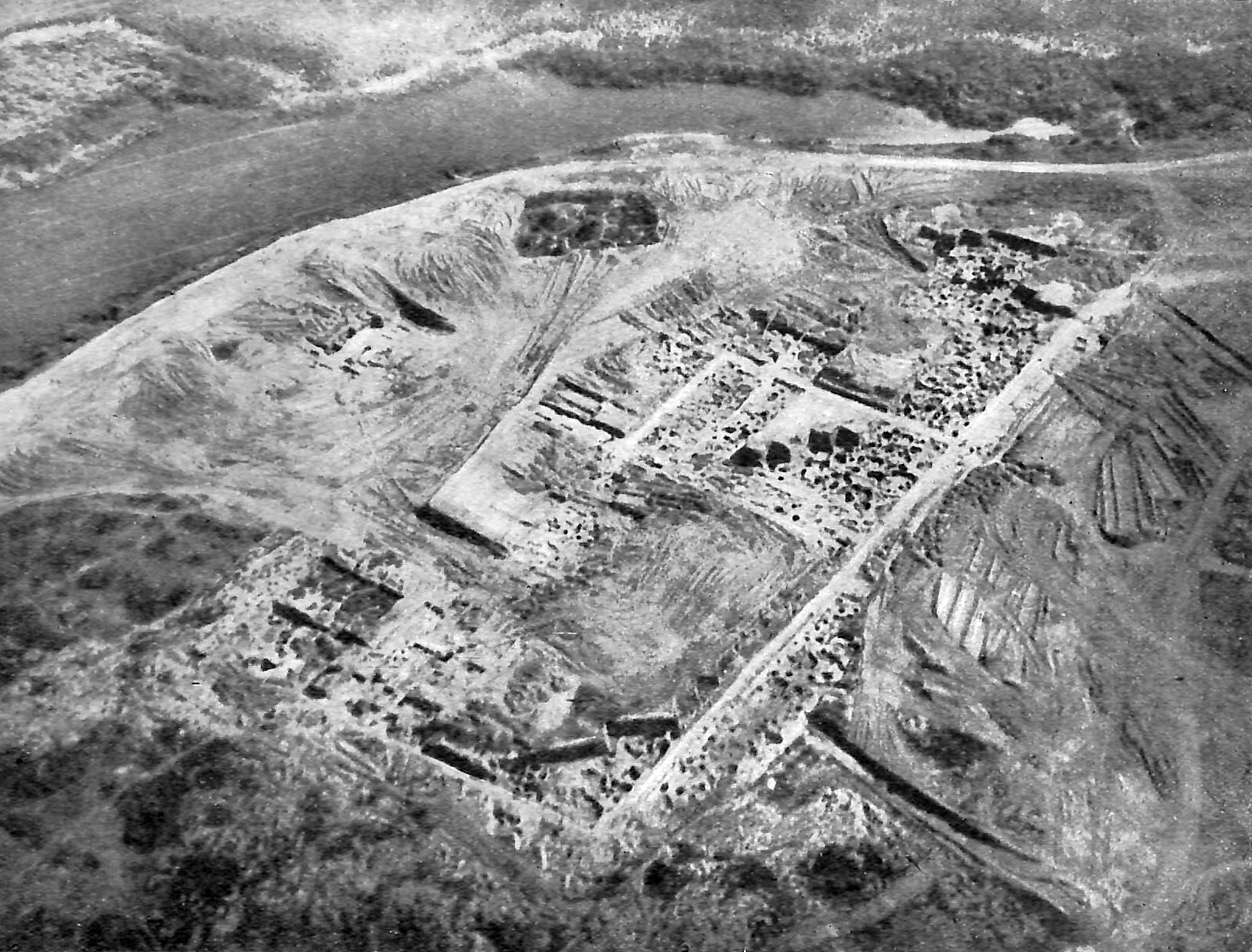
عکس هوایی از سارکل مربوط به دههٔ ۱۹۳۰ و کشفیات آرتامونوف

سارکِل (به معنای سنگر سفید) نام سنگری بود که خزرها با یاری بیزانس در دههٔ ۸۳۰ میلادی از سنگ آهک و خشت ساختند. سارکل در سوی چپ رود دن در استان روستوف کنونی در روسیه قرار داشت.
سارکل در شمال باختری مرزهای خزرها جای داشت. خزرها از هم‌پیمانشان تئوفیلوس پادشاه بیزانس خواستند تا در ساخت پایتختی مستحکم بدیشان یاری رساند و او نیز سرمهندس خود پتروناس را به خزرستان فرستاد. در برابر این خدمت، خاقان خزرها خرسونسونس و بخش‌های دیگری از کریمه را به بیزانس واگذار کرد.
سارکل یک مرکز بازرگانی بود.این شهر به عنوان یک مرکز تجاری شلوغ عمل می کرد، زیرا بندر ولگا-دون را کنترل می کرد، که توسط روس ها برای عبور از دریای سیاه به ولگا و از آنجا به دریای مازندران و بالتیک استفاده می شد.این مسیر به «راه خزریان» معروف بود.  
این شهر در ۹۶۵ (میلادی) به دست روس‌های کیفی به فرماندهی شاهزاده سویاتوسلاو یکم افتاد و به بـِلایا وِژا به معنای برج سفید تغییر نام داد. سپس اسلاوها در آن جاگیر شدند. در سدهٔ دوازدهم قپچاق‌ها بر این ناحیه چیره شدند.
این ناحیه در دههٔ ۱۹۳۰ به دست میخائیل آرتامونوف کشف شد. امروز بازمانده‌های آن زیر آب مخزن تسمالیانسک غرق شده‌است.